# Kókány Regina
Kókány Regina (Kecskemét, 1995. január 5. –) magyar labdarúgó, középpályás. Az olasz Chieti CF keretének tagja.

## Pályafutása

### Klubcsapatban
2005-ben a Kerekegyházi SE csapatában kezdte a labdarúgást. 2008-ban igazolt az MTK-hoz. 2010. május 26-án mutatkozott be az élvonalban az Újpesti TE ellen, ahol csereként állt be a 76. percben Smuczer Angéla helyett és csapata 12-4-re győzött.
Hét év után igazolt az Astrához, ahol egy szezont húzott le, majd Budaörsön és a Kelen SC színeiben alapemberré nőtte ki magát.
2021-ben Olaszországba költözött és a Chieti CF együttesében folytatta pályafutását.
Az MTK-val öt bajnoki címet és három kupagyőzelmet szerzett.

## Sikerei, díjai
- Magyar bajnokság
  - bajnok: 2009–10, 2010–11, 2011–12, 2012–13, 2013–14
- Magyar kupa
  - győztes: 2010, 2013, 2014
  - döntős: 2011, 2015